# 패멀라 프랭클린
패멀라 프랭클린(Pamela Franklin, 1950년 2월 3일 ~ )은 영국의 배우이다. 1969 전미 비평가 위원회 시상식 여우조연상 수상자이다.

## 출연 작품
- 꿈꾸는 낙원 (1978)
- 용감한 형제 (1977)
- 신의 음식 (1976)
- 명탐정 바나비 존즈 (1973)
- 사탄의 여학교 (1973)
- 헬 하우스의 전설 (1973)
- 창공의 에이스 엘리 (1973)
- 데이빗 코퍼필드 (1970)
- 닥터 게논 (1969)
- 죄 많은 더베이 (1969)
- 미스 진 브로디의 전성기 (1969)
- 라이온 (1962)
- 공포의 대저택 (1961)
- 디즈니랜드 (1954)